# Shelton Martis
Shelton Martis (* 29. November 1982 in Willemstad, Curaçao, Niederländische Antillen) ist ein niederländischer Fußballspieler. 

## Karriere

### Verein
Martis startete seine Karriere in den Niederlanden. Dort stieß er zur Saison 2002/03 in den Profikader von Excelsior Rotterdam. Innerhalb von zwei Jahren konnte er erste Wettkampfpraxis erwerben. Im Sommer 2004 wechselte der Defensivspieler zum Zweitligisten FC Eindhoven. Dort wurde er Stammspieler, ehe er sich im Jahr darauf entschied, nach England zum Football-League-Two-Vertreter FC Darlington zu wechseln. Auch dort wurde er regelmäßig in der Startelf aufgeboten und setzte sich durch. Durch seine guten Leistungen erzeugte Martis Aufmerksamkeit beim schottischen Erstligisten Hibernian Edinburgh. Beim neuen Klub konnte der Verteidiger seinen ersten nationalen Titel gewinnen. Im Finale um den Scottish League Cup setzte sich seine Mannschaft mit 5:1 gegen den FC Kilmarnock durch. In der Hinrunde seiner ersten Saison für die Hibs erzielte Martis drei Eigentore, womit er den Ärger der Fans auf sich zog. Auch das Vertrauen von Trainer John Collins ließ mit der Zeit immer mehr nach und Martis blieb immer öfter die Rolle des Zuschauers inne. So standen die Zeichen auf eine vorzeitige Trennung bereits bald fest.
Am 2. Juli 2007 unterzeichnet der Verteidiger beim damaligen englischen Zweitligisten West Bromwich Albion. Am 25. September gab er sein Premierenspiel für die Baggies im League Cup beim 4:2-Sieg gegen Cardiff City. Sein Ligadebüt gab Martin gegen Leicester City am 8. Dezember 2007. Im Januar entschieden die Klubverantwortlichen, Martis für einen Monat an Scunthorpe United auszuleihen. Am Ende der Spielzeit gewann West Bromwich die Football League Championship und stieg damit in die Premier League auf. Am 31. Oktober 2008 wurde bekannt, dass Martis zum wiederholten Mal für einen Monat ausgeliehen werden sollte. Bei Doncaster Rovers sollte er wieder Spielpraxis sammeln. Schon am 1. November gab er sein Debüt für die Rovers. Zwei Wochen später, am 15. November, erzielte Martis seinen ersten Treffer für das neue Team. Im Februar 2010 unterzeichnete er einen bis Ende Juni 2013 befristeten Vertrag bei den Doncaster Rovers.
Am 1. Juli 2018 beendete er seine Karriere als Fußballspieler.

### Nationalmannschaft
Martis ist ehemaliger Nationalspieler der Niederländischen Antillen. Sein Debüt gab er am 6. Februar 2008 in der ersten Runde zur Qualifikation zur Fußball-Weltmeisterschaft 2010 gegen Nicaragua.  Am 23. Juni 2008 im Qualifikationsspiel gegen Haiti lief Martis das zweite Mal für sein Geburtsland auf. Er stand in der Startformation, musste allerdings noch vor der Pause gegen Eugene Martha ausgewechselt werden. Durch ein Eigentor Marthas in der 78. Minute schied die Mannschaft aus.

## Erfolge
- Gewinn des Scottish League Cup mit Hibernian Edinburgh: 2007
- Gewinn der Football League Championship mit West Bromwich Albion: 2008